# ポール・ヒューズ
ポール・ヒューズ（Paul Hughes、1997年3月27日 - ）は、アイルランドの男性総合格闘家。オーストラリア・ニューサウスウェールズ州シドニー出身。ファイト・アカデミー・アイルランド所属。元Cage Warriorsフェザー級王者。

## 来歴
北アイルランドのロンドンデリーで育ち、少年時代にはゲーリック・フットボールやハーリングを経験。アマチュアで6勝2敗の成績を収め、CLAN WARSフェザー級王座を2度制した後、2017年にプロに転向。
2024年10月19日、PFL Super Fights: Battle of the Giantsで元Bellator世界フェザー級王者のAJ・マッキーと対戦し、2-1の判定勝利を収めた。
2025年1月25日、PFL Champions Series 1のBellator世界ライト級タイトルマッチで王者ウスマン・ヌルマゴメドフに挑戦。接戦を繰り広げ、3Rにヌルマゴメドフがローブローで1ポイント減点されたものの、僅差で0-2の5R判定負け。王座獲得に失敗した。

## 人物・エピソード
- 尊敬する人物として同じくアイルランド人の総合格闘家コナー・マクレガーを挙げ、食事を共にするなど親交があったが、ウスマン・ヌルマゴメドフ戦後に、ヒューズがウスマンのセコンドに就いていたハビブ・ヌルマゴメドフ（過去にマクレガーとの対戦経験があり、未だにマクレガーがハビブ等のダゲスタンのファイターに対してトラッシュ・トークをするなど因縁がある）に対して「私はあの男（マクレガー）とは違う。私には私自身の気持ちがある」と敬意を表すと、マクレガーはXで「その通りだ！お前は俺とは違う」「アイルランドの国旗を下ろせ。お前は自分が北アイルランドから来たことさえ知らないクソ野郎だ」と反論した。その後、ヒューズは「いつもあなたのことを史上最高だと言ってきたし、あらゆる機会に敬意を表してきた。だが、私のアイルランド人としてのアイデンティティを口撃するのは、あなたがおかしくなっていることを示している」と語り、互いに対立する形となった[6]。

## 戦績

### プロ総合格闘技
| 総合格闘技 戦績 | 総合格闘技 戦績 | 総合格闘技 戦績 | 総合格闘技 戦績 | 総合格闘技 戦績 | 総合格闘技 戦績 | 総合格闘技 戦績 |
| --------------- | --------------- | --------------- | --------------- | --------------- | --------------- | --------------- |
| 16 試合         | (T)KO           | 一本            | 判定            | その他          | 引き分け        | 無効試合        |
| 14 勝           | 7               | 3               | 4               | 0               | 0               | 0               |
| 2 敗            | 0               | 0               | 2               | 0               | 0               | 0               |

### アマチュア総合格闘技
| 勝敗 | 対戦相手                 | 試合結果                       | 大会名                                             | 開催年月日     |
| ○    | アレックス・ブドイウ     | 5分3R終了 判定3-0              | Clan Wars 26 【Clan Warsフェザー級タイトルマッチ】 | 2016年12月4日  |
| ○    | ディラン・ダグラス       | 5分3R終了 判定2-1              | Kumite MMA Fight Night 3                           | 2016年3月20日  |
| ×    | リッチー・スミュレン     | 5分3R終了 判定0-3              | Akuma FC 7                                         | 2016年2月20日  |
| ○    | ショーン・ポール・パワー | 5分3R終了 判定3-0              | Clan Wars 23 【Clan Warsフェザー級タイトルマッチ】 | 2015年11月15日 |
| ×    | ディラン・チュケ         | 5分3R終了 判定0-3              | Akuma FC 5                                         | 2015年3月14日  |
| ○    | ライアン・トーマス       | 2R 0:00 アームバー             | Kumite MMA Fight Night 2014                        | 2014年8月30日  |
| ○    | スコット・ハーヴェイ     | 5分3R終了 判定2-1              | UXC Fight Night 1                                  | 2014年8月2日   |
| ○    | ギャビン・オニール       | 1R 1:47 トライアングルチョーク | UXC Underdog Xtreme Championships 2                | 2014年3月1日   |
| ○    | マイケル・クラーク       | 2R 0:22 アームバー             | Akuma FC 2                                         | 2014年2月16日  |
| ○    | クリスチャン・カー       | 5分3R終了 判定3-0              | Akuma FC 1                                         | 2013年12月8日  |

## 獲得タイトル
- CWFCフェザー級暫定王座（2021年）
- 第13代CWFCフェザー級王座（2022年）